# Canton de Cornus
Le canton de Cornus est une ancienne division administrative française située dans le département de l'Aveyron.

## Géographie
Ce canton était organisé autour de Cornus dans l'arrondissement de Millau. Son altitude variait de 396 m (Marnhagues-et-Latour) à 916 m (Sainte-Eulalie-de-Cernon) pour une altitude moyenne de 588 m.

## Représentation

### Conseillers généraux de 1833 à 2015
| Période      | Période           | Identité                            | Étiquette                | Qualité |
| ------------ | ----------------- | ----------------------------------- | ------------------------ | --- |
| 1833         | 1864              | Henry Fabry (1792-1877)             |                          | Notaire et avocat à Millau                                                                                           |
| 1864         | 1871              | Gabriel Alexandre Jugla (1809-1874) |                          | Chef de bureau au Ministère de l'Intérieur, natif de Saint-Félix-de-Sorgues                                          |
| 1871         | 1880              | Frédéric Sarrus                     | Républicain              | Avocat à Saint-Affrique                                                                                              |
| 1880         | 1907 (décès)      | Etienne Salvan (1850-1907)          | Rad.                     | Maire de Cornus (1878-1896 et 1900-1909)                                                                             |
| 1908         | 1921 (annulation) | Gustave Jacob (1887-1939)           | Rad.                     | Docteur-médecin, interne des hôpitaux de Paris, maire de Cornus (1909-1919)                                          |
| 20 fév. 1921 | 1925              | Fulcrand Hugonenq                   |                          | Notaire, maire de Cornus (1925-1929)                                                                                 |
| 1925         | 1940              | Émile Borel                         | Rad.                     | Professeur, Membre de l'Institut Député (1924-1936) Ministre (1925) Maire de Saint-Affrique (1929-1941 et 1945-1947) |
|              |                   |                                     |                          | |
| 1945         | 1951              | Émile Borel                         | Rad. puis PRS            | Professeur, Membre de l'Institut Député (1924-1936) Ministre (1925) Maire de Saint-Affrique (1929-1941 et 1945-1947) |
| 1951         | 1982              | Georges Bolton (1905-1988)          | MRP puis CNI puis UDF-PR | Maire de Sainte-Eulalie-de-Cernon (1947-1980)                                                                        |
| 1982         | 2008              | Jean Geniez                         | PS puis DVG              | Exploitant agricole Maire de Sainte-Eulalie-de-Cernon (1980-2014)                                                    |
| 2008         | 2015              | Christophe Laborie                  | UDI (PR)                 | Fonctionnaire, maire de Cornus depuis 2003                                                                           |

### Résultats électoraux détaillés
- Élections cantonales de 2001 : Jean Geniez (Divers gauche) est élu au premier tour avec 59 % des suffrages exprimés, devant Pierre de Castelnau (Divers droite) (22,78 %), Alain Desjardin (VEC) (10,97 %) et Jacques Grimal (UDF) (4,01 %). Le taux de participation est de 89,05 % (1 464 votants sur 1 644 inscrits)[4].
- Élections cantonales de 2008 : Christophe Laborie (Divers droite) est élu au premier tour avec 50,58 % des suffrages exprimés, devant Jean  Geniez (Divers gauche) (41,26 %) et Jean-Luc Pouget  (PCF) (8,16 %). Le taux de participation est de 87,46 % (1 521 votants sur 1 739 inscrits)[5].

Lors des élections de 1898, lorsque le résultat a été proclamé, un nommé Benoit, dit le Dévorant, s'est précipité sur le nommé Torron, dit Couvié, et l'a frappé avec un couteau dans la région de l'aine.
L'état du blessé était grave.
Le meurtrier a été arrêté.
(sources : La Dépêche de Brest, du 2 août 1898. https://yroise.biblio.brest.fr/ark:/12148/bpt6k333034p/f1.item.zoom - consulté le 14 novembre 2021).

### Conseillers d'arrondissement (de 1833 à 1940)
Le canton de Cornus appartenait à l'arrondissement de Saint-Affrique jusqu'à sa disparition en 1926.
| Période                                  | Période      | Identité                                 | Étiquette    | Qualité |
| ---------------------------------------- | ------------ | ---------------------------------------- | ------------ | --- |
| 1833                                     | 1836         | Hippolite Romain Lebrou                  |              | Maire de Saint-Jean-et-Saint-Paul                                                                           |
| 1836                                     | 1842         | M. Galtier                               |              | Propriétaire à Saint-Jean-d'Alcas                                                                           |
| 1842                                     | 1852         | Gervais Fabry                            |              | Maire de Cornus (1841-1851)                                                                                 |
| 1852                                     | 1864         | Hercule d'Yzarn de Villefort (1796-1876) |              | Lieutenant au 5° régiment d'Infanterie de la Garde Royale en 1824, maire de Cornus (1851-1863)              |
| 1864                                     | 1871         | Guillaume Urbain Privat                  |              | Notaire, maire de Cornus (1863-1870)                                                                        |
| 1871                                     | 1901         | Auguste Vernhet                          |              | Maire de Saint-Jean-et-Saint-Paul                                                                           |
| 1901                                     | 1914 (décès) | Amédée Cot (1848-1914)                   |              | Négociant et maitre d'hôtel à Cornus                                                                        |
| 1914                                     | 1919         | siège vacant                             |              | |
| 1919                                     | 1925         | Firmin Cavalier                          |              | Propriétaire à Massergues, maire de Saint-Jean-et-Saint-Paul                                                |
| 1925                                     | 1931         | M. Genieys                               |              | Propriétaire à Sainte-Eulalie-de-Cernon                                                                     |
| 1931                                     | 1937         | Wilfrid Albagnac (1884-1946)             | Radical      | Propriétaire agriculteur à Saint-Maurice-de-Sorgues, Montpaon                                               |
| 1937                                     | 1940         | Henri Rames                              | Nationaliste | Propriétaire au Causse-Bédis, Cornus                                                                        |
| 1940                                     |              |                                          |              | Les conseils d'arrondissement ont été suspendus par la loi du 12 octobre 1940 et n'ont jamais été réactivés |
| Les données manquantes sont à compléter. |              |                                          |              | |

## Composition
Le canton de Cornus regroupait neuf communes et comptait 1 571 habitants (recensement de 1999 sans doubles comptes).
| Communes                 | Population (2012) | Code postal | Code Insee |
| ------------------------ | ----------------- | ----------- | ---------- |
| Le Clapier               | 65                | 12540       | 12067      |
| Cornus                   | 364               | 12540       | 12077      |
| Lapanouse-de-Cernon      | 99                | 12230       | 12122      |
| Marnhagues-et-Latour     | 132               | 12540       | 12139      |
| Fondamente               | 303               | 12540       | 12155      |
| Saint-Beaulize           | 95                | 12540       | 12212      |
| Sainte-Eulalie-de-Cernon | 221               | 12230       | 12220      |
| Saint-Jean-et-Saint-Paul | 218               | 12250       | 12232      |
| Viala-du-Pas-de-Jaux     | 74                | 12250       | 12295      |

## Démographie
| 1962  | 1968  | 1975  | 1982  | 1990  | 1999  | 2006  | 2011  | 2012  |
| ----- | ----- | ----- | ----- | ----- | ----- | ----- | ----- | ----- |
| 2 208 | 2 010 | 1 879 | 1 726 | 1 539 | 1 571 | 1 793 | 1 878 | 1 877 |